# 2.ª etapa de la Vuelta a España 2020
La 2.ª etapa de la Vuelta a España 2020 tuvo lugar el 21 de octubre de 2020 entre Pamplona y Lecumberri sobre un recorrido de 151,6 km y fue ganada por el español Marc Soler del equipo Movistar. El esloveno Primož Roglič mantuvo el maillot rojo de líder.

## Clasificación de la etapa
| \| Clasificación de la etapa \| Clasificación de la etapa \| Clasificación de la etapa \| Clasificación de la etapa \| Clasificación de la etapa \| \| Ciclista \| Ciclista \| Equipo \| Tiempo \| \| \| ------------------------- \| ------------------------- \| ------------------------- \| ------------------------- \| ------------------------- \| \| 1.º \| Marc Soler \| Movistar Team \| 3 h 47 min 04 s \| \| \| 2.º \| Primož Roglič \| Jumbo-Visma \| + 19 s \| \| \| 3.º \| Daniel Martin \| Israel Start-Up Nation \| + 19 s \| \| \| 4.º \| Richard Carapaz \| Ineos Grenadiers \| + 19 s \| \| \| 5.º \| Alejandro Valverde \| Movistar Team \| + 19 s \| \| \| 6.º \| Enric Mas \| Movistar Team \| + 19 s \| \| \| 7.º \| Esteban Chaves \| Mitchelton-Scott \| + 19 s \| \| \| 8.º \| Hugh Carthy \| EF Pro Cycling \| + 19 s \| \| \| 9.º \| Sepp Kuss \| Jumbo-Visma \| + 19 s \| \| \| 10.º \| George Bennett \| Jumbo-Visma \| + 19 s \| \| |                    |                        |                 |
| |                    |                        |                 |
| Fuente: ProCyclingStats |                    |                        |                 |
| Clasificación de la etapa |                    |                        |                 |
| Ciclista | Ciclista           | Equipo                 | Tiempo          |
| 1.º | Marc Soler         | Movistar Team          | 3 h 47 min 04 s |
| 2.º | Primož Roglič      | Jumbo-Visma            | + 19 s          |
| 3.º | Daniel Martin      | Israel Start-Up Nation | + 19 s          |
| 4.º | Richard Carapaz    | Ineos Grenadiers       | + 19 s          |
| 5.º | Alejandro Valverde | Movistar Team          | + 19 s          |
| 6.º | Enric Mas          | Movistar Team          | + 19 s          |
| 7.º | Esteban Chaves     | Mitchelton-Scott       | + 19 s          |
| 8.º | Hugh Carthy        | EF Pro Cycling         | + 19 s          |
| 9.º | Sepp Kuss          | Jumbo-Visma            | + 19 s          |
| 10.º | George Bennett     | Jumbo-Visma            | + 19 s          |

## Clasificaciones al final de la etapa

### Clasificación general
| \| Clasificación general \| Clasificación general \| Clasificación general \| Clasificación general \| Clasificación general \| \| Ciclista \| Ciclista \| Equipo \| Tiempo \| \| \| --------------------- \| --------------------- \| ---------------------- \| --------------------- \| --------------------- \| \| 1.º \| Primož Roglič \| Jumbo-Visma \| 8 h 09 min 41 s \| \| \| 2.º \| Daniel Martin \| Israel Start-Up Nation \| + 9 s \| \| \| 3.º \| Richard Carapaz \| Ineos Grenadiers \| + 11 s \| \| \| 4.º \| Esteban Chaves \| Mitchelton-Scott \| + 17 s \| \| \| 5.º \| Enric Mas \| Movistar Team \| + 17 s \| \| \| 6.º \| Hugh Carthy \| EF Pro Cycling \| + 20 s \| \| \| 7.º \| Sepp Kuss \| Jumbo-Visma \| + 26 s \| \| \| 8.º \| George Bennett \| Jumbo-Visma \| + 56 s \| \| \| 9.º \| Felix Großschartner \| Bora-Hansgrohe \| + 59 s \| \| \| 10.º \| Marc Soler \| Movistar Team \| + 1 min 04 s \| \| |                     |                        |                 |
| |                     |                        |                 |
| Fuente: ProCyclingStats |                     |                        |                 |
| Clasificación general |                     |                        |                 |
| Ciclista | Ciclista            | Equipo                 | Tiempo          |
| 1.º | Primož Roglič       | Jumbo-Visma            | 8 h 09 min 41 s |
| 2.º | Daniel Martin       | Israel Start-Up Nation | + 9 s           |
| 3.º | Richard Carapaz     | Ineos Grenadiers       | + 11 s          |
| 4.º | Esteban Chaves      | Mitchelton-Scott       | + 17 s          |
| 5.º | Enric Mas           | Movistar Team          | + 17 s          |
| 6.º | Hugh Carthy         | EF Pro Cycling         | + 20 s          |
| 7.º | Sepp Kuss           | Jumbo-Visma            | + 26 s          |
| 8.º | George Bennett      | Jumbo-Visma            | + 56 s          |
| 9.º | Felix Großschartner | Bora-Hansgrohe         | + 59 s          |
| 10.º | Marc Soler          | Movistar Team          | + 1 min 04 s    |

### Clasificación por puntos
| Clasificación por puntos | Clasificación por puntos | Clasificación por puntos | Clasificación por puntos | Clasificación por puntos |
| Ciclista                 | Ciclista                 | Equipo                   | Puntos                   |                          |
| ------------------------ | ------------------------ | ------------------------ | ------------------------ | ------------------------ |
| 1.º                      | Primož Roglič            | Jumbo-Visma              | 45 pts                   |                          |
| 2.º                      | Richard Carapaz          | Ineos Grenadiers         | 34 pts                   |                          |
| 3.º                      | Daniel Martin            | Israel Start-Up Nation   | 32 pts                   |                          |
| 4.º                      | Marc Soler               | Movistar Team            | 25 pts                   |                          |
| 5.º                      | Esteban Chaves           | Mitchelton-Scott         | 23 pts                   |                          |
| 6.º                      | Enric Mas                | Movistar Team            | 20 pts                   |                          |
| 7.º                      | Hugh Carthy              | EF Pro Cycling           | 17 pts                   |                          |
| 8.º                      | Alejandro Valverde       | Movistar Team            | 17 pts                   |                          |
| 9.º                      | Sepp Kuss                | Jumbo-Visma              | 15 pts                   |                          |
| 10.º                     | George Bennett           | Jumbo-Visma              | 13 pts                   |                          |

### Clasificación de la montaña
| Clasificación de la montaña | Clasificación de la montaña | Clasificación de la montaña | Clasificación de la montaña | Clasificación de la montaña |
| Ciclista                    | Ciclista                    | Equipo                      | Puntos                      |                             |
| --------------------------- | --------------------------- | --------------------------- | --------------------------- | --------------------------- |
| 1.º                         | Richard Carapaz             | Ineos Grenadiers            | 14 pts                      |                             |
| 2.º                         | Sepp Kuss                   | Jumbo-Visma                 | 14 pts                      |                             |
| 3.º                         | Tim Wellens                 | Lotto-Soudal                | 6 pts                       |                             |
| 4.º                         | Quentin Jauregui            | AG2R La Mondiale            | 6 pts                       |                             |
| 5.º                         | Daniel Martin               | Israel Start-Up Nation      | 6 pts                       |                             |
| 6.º                         | Enric Mas                   | Movistar Team               | 6 pts                       |                             |
| 7.º                         | Alejandro Valverde          | Movistar Team               | 6 pts                       |                             |
| 8.º                         | Jetse Bol                   | Burgos-BH                   | 4 pts                       |                             |
| 9.º                         | Matteo Badilatti            | Israel Start-Up Nation      | 3 pts                       |                             |
| 10.º                        | Bruno Armirail              | Groupama-FDJ                | 2 pts                       |                             |

### Clasificación de los jóvenes
| Clasificación del mejor joven | Clasificación del mejor joven | Clasificación del mejor joven | Clasificación del mejor joven | Clasificación del mejor joven |
| Ciclista                      | Ciclista                      | Equipo                        | Tiempo                        |                               |
| ----------------------------- | ----------------------------- | ----------------------------- | ----------------------------- | ----------------------------- |
| 1.º                           | Enric Mas                     | Movistar Team                 | 8 h 09 min 58 s               |                               |
| 2.º                           | Andrea Bagioli                | Deceuninck-Quick Step         | + 1 min 29 s                  |                               |
| 3.º                           | Gino Mäder                    | NTT Pro Cycling               | + 2 min 13 s                  |                               |
| 4.º                           | David Gaudu                   | Groupama-FDJ                  | + 3 min 03 s                  |                               |
| 5.º                           | Aleksandr Vlásov              | Astana                        | + 5 min 12 s                  |                               |
| 6.º                           | Iván Ramiro Sosa              | Ineos Grenadiers              | + 7 min 27 s                  |                               |
| 7.º                           | Kobe Goossens                 | Lotto-Soudal                  | + 9 min 43 s                  |                               |
| 8.º                           | Georg Zimmermann              | CCC Team                      | + 10 min 22 s                 |                               |
| 9.º                           | William Barta                 | CCC Team                      | + 12 min 06 s                 |                               |
| 10.º                          | Niklas Eg                     | Trek-Segafredo                | + 16 min 44 s                 |                               |

### Clasificación por equipos
| Clasificación por equipos | Clasificación por equipos | Clasificación por equipos | Clasificación por equipos |
| Equipo                    | Equipo                    | Tiempo                    |                           |
| ------------------------- | ------------------------- | ------------------------- | ------------------------- |
| 1.º                       | Jumbo-Visma               | 24 h 30 min 41 s          |                           |
| 2.º                       | Movistar Team             | + 1 min 00 s              |                           |
| 3.º                       | UAE Team Emirates         | + 4 min 36 s              |                           |
| 4.º                       | Astana                    | + 11 min 09 s             |                           |
| 5.º                       | Mitchelton-Scott          | + 18 min 41 s             |                           |
| 6.º                       | Ineos Grenadiers          | + 27 min 24 s             |                           |
| 7.º                       | Deceuninck-Quick Step     | + 29 min 19 s             |                           |
| 8.º                       | Trek-Segafredo            | + 30 min 31 s             |                           |
| 9.º                       | Cofidis                   | + 37 min 45 s             |                           |
| 10.º                      | Groupama-FDJ              | + 38 min 16 s             |                           |

## Abandonos
- Axel Domont por una caída que le provocó una fractura de clavícula.[2]
- Brandon Rivera no completó la etapa por dolor en la rodilla.[3]